# Achim Brock
Achim Brock (* 3. November 1958 in Hamburg) ist ein deutscher Schauspieler.

## Leben
Nach seiner Schulzeit ging Achim Brock auf die Schauspielschule Hedi Höpfner in Hamburg. Während seiner Ausbildung spielte er am Thalia Theater Hamburg unter Boy Gobert und Jürgen Flimm. Später arbeitete er u. a. an der Landesbühne Esslingen, dem Landestheater Detmold und dem Stadttheater Essen.
Ende der 1980er gründete er mit der Schauspielerin Heide Reinhold das freie Theater „Düsseldorfer Ensemble“, später umbenannt in „Theater der Stadt Langenfeld“. Es handelt sich hierbei um das kleinste offizielle Stadttheater der Bundesrepublik.
Achim Brock ist daneben für Film und Fernsehen tätig: u. a. Lindenstraße, Verbotene Liebe, Unter uns, Motorradcops, Fernsehspiele, Children of Wax und Ballermann 6.
Ende der 1990er gründete er sein Erzähltheater Achim Brock. Hier erzählt und spielt Brock Geschichten der Weltliteratur u. a. Das Gespenst von Canterville, Eine Weihnachtsgeschichte in Prosa, Der Sandmann und andere. Mit diesen Programmen tritt Brock in ganz Deutschland auf.  Regelmäßig spielt er im Theatermuseum der Stadt Düsseldorf mit Vorstellungen für Kinder und Erwachsene.